# Antimio de Arriba
Antimio de Arriba es una localidad española perteneciente al municipio de Chozas de Abajo, en la provincia de León, comunidad autónoma de Castilla y León.

## Toponimia
Su nombre deriva del latín Anthemmius y del griego Anzemos, que equivale a florido.
Según la tesis doctoral de Javier García Martínez "El significado de las palabras" Antimio de Arriba es nombre de persona medieval: "sorores de frater Antimio".

## Geografía
Situado sobre el Arroyo de Antimio que vierte sus aguas al Río Esla.
Los terrenos de Antimio de Arriba limitan con los de Oncina de la Valdoncina y Quintana de Raneros al norte, Santovenia de la Valdoncina y Villanueva del Carnero al noreste, Onzonilla al este, Viloria de la Jurisdicción y Antimio de Abajo al sureste, Ardoncino al sur, Chozas de Abajo y Chozas de Arriba al oeste y Robledo de la Valdoncina al noroeste.

## Historia
En torno al 20 de diciembre de 1751 se declaró, en el conocido como Catastro de La Ensenada, que Antimio de Arriba es lugar de realengo, sujeto a la jurisdicción de León y se pagan a Su Majestad los impuestos ordinarios.
Perteneció a la antigua Hermandad de Valdoncina.

## Demografía
| 2000 | 2001 | 2002 | 2003 | 2004 | 2005 | 2006 | 2007 | 2008 | 2009 | 2010 | 2011 |
| 192  | 190  | 188  | 180  | 175  | 184  | 180  | 180  | 176  | 166  | 164  | 152  |

## Tradiciones
Situada a unos 16 kilómetros del centro de la capital Leonesa tiene entre sus paisajes las típicas bodegas, donde se hacen grandes pitanzas con el vino de la zona y las piezas cobradas por los cazadores en estas tierras de caza menor. También son utilizadas estas cuevas por la juventud para hacer sus fiestas y reuniones. 
Sus fiestas patronales (San Juan Ante Porta Latina, 6 de mayo) se suelen realizar el primer fin de semana del mes de mayo. Aunque la fiesta más reconocida sea la de la sardina que se celebra el último sábado de julio. Esta última y otras muchas más como la quema del mayo, son organizadas por la Asociación Cultural Las Bodegas y sus socios. Esta fiesta de la sardina comenzó en el año 1976 siendo la fiesta del chorizo.

Ahora, hace treinta y dos años que, al rebufo de "la espita" se fraguó lo que luego sería y es la Fiesta de la Sardina en Antimio de Arriba. Eran varios los foráneos que habían adquirido una bodega en propiedad y compartían tertulia y trago con los nativos, cuando un día, alguien sugirió la idea de hacer un "Enfrentamiento amistoso" en un partido de fútbol e invitaron a todos a tomar un vino con una tapa de chorizo.
Fueron muchos los asistentes y aunque se pagó "a escote" era evidente que no se podría repetir un gasto así, de ahí salió la idea de volver a hacer la fiesta, pero con sardinas, que eran más económicas, a la vez que se buscaba algún patrocinador.